# Warwick Records
Warwick Records war eine US-amerikanische Schallplattenfirma, die zwischen 1959 und 1962 Schallplatten im Bereich der Popmusik veröffentlichte. 

## Geschichte
Im März 1959 schloss Marty Craft, Manager und Inhaber mehrerer Schallplattenfirmen in den USA, einen Vertrag mit dem kanadischen Unternehmen United Telefilms Records Ltd. über die Gründung einer Tochterfirma in New York namens United Telefilm Records Inc. ab. Den Kanadiern wurde eine 85-prozentige Beteiligung an dem Tochterunternehmen zugesichert. Nach Crafts Vorstellungen sollte die New Yorker Firma als Dach für weitere Sublabels dienen. Als ein solches Label gründete er am 27. April 1959 Warwick Records mit Sitz in der New Yorker Seventh Ave.
Das Firmenverhältnis wurde auf den Schallplattenetiketten mit dem Aufdruck „A Division of United Telefilm Records“ deutlich gemacht. Die Katalogisierung der Singles begann mit der Nummer 500. Die erste Single wurde mit der Doo-Wop-Gruppe The Harptones produziert, die zuvor bei dem kleinen Label Rama Records unter Vertrag gestanden hatte. Gleichzeitig gelang es Craft, die Rock ’n’ Roll-Band Johnny and the Hurricanes von Twirl Records zu gewinnen. Die Gruppe sorgte mit ihrem Instrumental Red River Rock bereits im August 1959 für den ersten großen Erfolg für Warwick. Das Stück kam in den Hot 100 des Musikmagazins Billbord auf den fünften Platz. Mitte 1960 stieß die Instrumental-Band The String-A-Longs zu Warwick und erreichte gleich mit der ersten Veröffentlichung Wheels Platz drei in den Hot 100. Es war der größte Plattenerfolg für Warwick. 
Ab Januar 1961 erschien das Warwick-Label unter der Muttergesellschaft Seven Arts Corp., deren Sitz und Präsident jedoch unverändert geblieben waren. Das Jahr 1961 brachte Warwick noch mehrere Notierungen in den Hot 100, von denen die Plätze 15 für die Tokens (Tonight I Fell in Love) und 18 für Matt Monro (My Kind of Girl) herausstachen. In seiner Ausgabe vom 4. Dezember 1961 teilte das Magazin Billboard mit, dass Seven Arts Ende November seinen Betrieb eingestellt habe. Warwick veröffentlichte noch bis April 1962 Singles, musste danach aber Konkurs anmelden. Bis zu diesem Zeitpunkt hatte Warwick etwa 200 Singles produziert, davon erreichten 17 Titel die Billboard-Hot 100. Außerdem erschienen circa 240 Langspielplatten, von denen jedoch nur das Album Stormsville von Johnny & Hurricanes in die LP-Charts kam (Platz 34).

## Interpreten mit den meisten Singles
- Bob Crewe (7)
- The String-A-Longs (6)
- Shirley and Lee (5)
- Sunny Gale (5)
- Faye Adams (4)
- Jerry Landis (4)
- Johnny and the Hurricanes (4)
- Morty Craft (4)
- The Craftsmen (4)
- The Crew-Cuts (4)

## Titel in den Billboard Hot 100
| Eintritt   | Titel                         | Interpreten             | Katalog-Nr. | Platz |
| ---------- | ----------------------------- | ----------------------- | ----------- | ----- |
| 27.04.1959 | Crossfire                     | Johnny & the Hurricanes | 502         | 23    |
| 03.08.1959 | Red River Rock                | Johnny & the Hurricanes | 509         | 05    |
| 02.11.1959 | Reveille Rock                 | Johnny & the Hurricanes | 513         | 25    |
| 01.02.1960 | Whiffenpoof Song              | Bob Crewe               | 519         | 96    |
| 15.02.1960 | Beatnik Fly                   | Johnny & the Hurricanes | 520         | 15    |
| 27.06.1960 | I've Been Loved Before        | Shirley & Lee           | 535         | 88    |
| 05.09.1960 | Let the Good Times Roll       | Shirley & Lee           | 581         | 48    |
| 09.01.1961 | Wheels                        | The String-A-Longs      | 603         | 03    |
| 06.03.1961 | Tonight I Fell in Love        | The Tokens              | 615         | 15    |
| 27.03.1961 | Brass Buttons                 | The String-A-Longs      | 625         | 35    |
| 03.04.1961 | A Scottish Soldier            | Andy Stewart            | 627         | 69    |
| 29.05.1961 | My Kind of Girl               | Matt Monro              | 636         | 18    |
| 12.06.1961 | Should I                      | The String-A-Longs      | 654         | 42    |
| 26.06.1961 | Quite a Party                 | The Fireballs           | 644         | 27    |
| 07.08.1961 | Well-A, Well-A                | Shirley & Lee           | 664         | 77    |
| 21.08.1961 | Donald, Where's Your Troosers | Andy Stewart            | 665         | 77    |
| 16.10.1961 | Why Not Now                   | Matt Monro              | 669         | 92    |

## Diskografie der Langspielplatten
| Titel                               | Interpret                   | katalog-Nr. | veröffentl. |
| Memories of Jolie                   | Morty Craft                 | 2001        | 11/1959     |
| So in Love                          | Andrew Hill Trio            | 2002        | 11/1959     |
| Imagination                         | Johnny Smith                | 2003        | 11/1959     |
| A Girl and Her Guitar               | Mary Osborne                | 2004        | 11/1959     |
| Johnny and The Hurricanes           | Johnny & Hurricanes         | 2007        | 11/1959     |
| Goodies But Oldies Volume 2         | Various Artists             | 2008        | 11/1959     |
| Kicks with Crewe                    | Bob Crewe                   | 2009        | 03/1960     |
| Stormsville                         | Johnny & Hurricanes         | 2010        | 03/1960     |
| America's Best Loved Folk Songs     | Milt Okun                   | 2011        | 03/1960     |
| Something's Coming                  | Fran Warren                 | 2012        | 04/1960     |
| My Concerto                         | Bill Farrell                | 2013        | 04/1960     |
| Rebellion                           | Jack Hammer                 | 2014        | 04/1960     |
| Kalaniot                            | Shoshana Damari             | 2015        | 05/1960     |
| An American in Rome                 | Phil Brito                  | 2017        | 05/1960     |
| Sunny                               | Sunny Gale                  | 2018        | 06/1960     |
| Jeremy's Friends                    | Jeremy's Friends            | 2019        | 06/1960     |
| Fran Can Really Hang You Up         | Fran Jefferies              | 2020        | 07/1960     |
| Mr. Ink Spot                        | Bill Kenny                  | 2021        | 07/1960     |
| Percussion in Hollywood             | Morty Craft                 | 2022        | 08/1960     |
| Richard the Lion Hearted            | Dick Haymes                 | 2023        | 09/1960     |
| The Egghead and I                   | Danny Davis & Frank D'amore | 2024        | 10/1960     |
| Do Nothing Til You Hear from Cootie | Cootie Williams             | 2027        | 10/1960     |
| Let the Good Times Roll             | Shirley & Lee               | 2028        | 11/1960     |
| Shake a Hand                        | Faye Adams                  | 2031        | 12/1960     |
| Jazz in the Garden                  | Teddy Charles               | 2033        | 02/1961     |
| Crazy in the Heart                  | Bob Crewe                   | 2034        | 12/1960     |
| Pick a Hit                          | String-A-Longs              | 2036        | 01/1961     |
| Boss of the Soul Stream Trombone    | Curtis Fuller               | 2038        | 05/1961     |
| Biggest Voice in Jazz               | Nat Wright                  | 2040        | 05/1961     |
| Out of This World                   | Pepper Adams & Donald Byrd  | 2041        | 05/1961     |
| Here are the Fireballs              | Fireballs                   | 2042        | 05/1961     |
| A Scottish Soldier                  | Andy Stewart                | 2043        | 06/1961     |
| My Kind of Girl                     | Matt Monro                  | 2045        | 07/1961     |